# 若年者ものづくり競技大会
若年者ものづくり競技大会（じゃくねんしゃものづくりきょうぎたいかい）は、技能を習得中の20歳以下の若者の技能レベルを競う日本の競技会である。中央職業能力開発協会が主催する。技能五輪ユース大会とも呼ばれる。

## 概要
対象者は、公共職業能力開発施設、認定職業訓練施設、工業高等学校等で技能を習得中の20歳以下の者（以下、若年者）である。
本大会の目的は、若年者に技能習得の目標を与えて技能を向上させることにより、若年者を一人前の技能労働者に育成し、若年者の就業促進を図り、同時に若年技能者の裾野の拡大を図ることである。
2010年現在で競技職種は14職種（メカトロニクス、機械製図(CAD)、旋盤、フライス盤、電子回路組立て、電気工事、木材加工（家具・建具）、建築大工、自動車整備、ITPCネットワークサポート、ウェブデザイン、情報技術、グラフィックデザイン、ロボットソフト組み込み）について実施される。各職種で第1位となったものには、厚生労働大臣賞が授与される。

## 沿革
- 2005年（平成17年）6月22日：厚生労働省が第1回若年者ものづくり競技大会の開催について発表する[1]。
- 2005年（平成17年）8月26日〜27日：第1回を開催。会場：千葉職業能力開発促進センター。12職種（旋盤、フライス盤、機械製図(CAD)、電子回路組立て、建築大工、木材加工（家具・建具）、電気工事、工場配線、情報ネットワーク施工、メカトロニクス、自動車整備、ウェブデザイン）
- 2006年（平成18年）8月8日～10日：第2回を開催。会場：職業能力開発総合大学校、職業能力開発総合大学校東京校、相模原市立北総合体育館
- 2008年（平成20年）8月6日～8日：第3回を開催。会場：職業能力開発総合大学校、職業能力開発総合大学校東京校。職種として、新たに3職種（ITPCネットワークサポート、情報技術、グラフィックデザイン、ロボットソフト組込み）が追加され、2職種（情報ネットワーク施工、工場配線）が削除される。
- 2009年（平成21年）8月6日～8日：第4回を開催。会場：職業能力開発総合大学校、相模原市立北総合体育館
- 2010年（平成22年）8月4日～6日：第5回を開催。会場：職業能力開発総合大学校、相模原市立北総合体育館

## 大会運営組織
- 大会会長 - 中央職業能力開発協会理事長
- 大会副会長 - 全国工業高等学校長協会理事長
- 運営委員長 - 中央職業能力開発協会常務理事
- 技術委員長 - 職業能力開発総合大学校長期課程部長
- 事務局 - 中央職業能力開発協会技能振興部